# Hogna maderiana
Hogna maderiana is een spinnensoort in de taxonomische indeling van de wolfspinnen (Lycosidae).
Het dier behoort tot het geslacht Hogna. De wetenschappelijke naam van de soort werd voor het eerst geldig gepubliceerd in 1837 door Charles Athanase Walckenaer.